# 757
Évszázadok: 7. század – 8. század – 9. század
Évtizedek: 700-as évek – 710-es évek – 720-as évek – 730-as évek – 740-es évek – 750-es évek – 760-as évek – 770-es évek – 780-as évek – 790-es évek – 800-as évek
Évek: 752 – 753 – 754 – 755 –  756 – 757 – 758 – 759 – 760 – 761 – 762

## Események

### Európa
- A nagykorúvá vált III. Tassilo bajor herceg Compiègne-ben vazallusi esküt tesz Kis Pippin frank királynak.
- V. Kónsztantinosz bizánci császár orgonát küld Kis Pippinnek ajándékba; ezzel először jelenik meg a hangszer Nyugat-Európában.
- Saját testőrei meggyilkolják Æthelbald merciai királyt. Utóda az egyik főúr (thane), Beornred, aki hamarosan vereséget szenved vetélytársától, Offától. Beornred elmenekül Merciából és még ebben az évben megölik.
- Wessexben a főurak törvénytelen tettei miatt elűzik Sigeberht királyt a trónról, de megkapja Hampshire kormányzását (ahonnan gyilkosság miatt később elűzik és végül megölik). Wessex új királya Cynewulf.
- Meghal I. Alfonz asztúriai király. Utóda fia, I. Fruela.
- Meghal II. István pápa. Utódjául I. Pált választják.[1]

### Kína
- Januárban a lázadó An Lu-san hadvezért saját fia, An Csing-hszü meggyilkolja és magát kiáltja ki a Jen-dinasztia császárává. A Tang-dinasztia csapatai visszafoglalják a két fővárost, Csangant és Lojangot, a lázadók keletre vonulnak vissza.
- A lázadók tíz hónapon keresztül ostrom alatt tartják Szuijang városát. A 60 ezres város lakói hamarosan tömegesen halnak éhen. Az ostrom végére állítólag csak 400-an maradnak életben, a halottak felét a túlélők megették.

## Születések
- I. Hisám, cordóbai emír
- Gisela, Kis Pippin lánya
- Jese Cogjal, Triszong Decen tibeti császár felesége, "a tibeti buddhizmus anyja"

## Halálozások
- április 26. – II. István, római pápa
- I. Alfonz, asztúriai király
- An Lu-san, kínai hadvezér
- Æthelbald, merciai király
- Beornred, merciai király
- Sigeberht, wessexi király

## Fordítás
- Ez a szócikk részben vagy egészben  a(z)   757 című angol Wikipédia-szócikk ezen változatának fordításán alapul.  Az eredeti cikk szerkesztőit annak laptörténete sorolja fel. Ez a jelzés csupán a megfogalmazás eredetét és a szerzői jogokat jelzi, nem szolgál a cikkben szereplő információk forrásmegjelöléseként.